# 日緬関係
日緬関係（にちめんかんけい、ビルマ語: မြန်မာ-ဂျပန်နိုင်ငံဆက်ဆံရေး、英語: Japan–Myanmar relations）は、日本とミャンマーの二国間関係である。1989年までのミャンマーの旧称ビルマに基いて、日本とビルマの関係（ビルマ語: ဗမာ-ဂျပန်နိုင်ငံဆက်ဆံရေး、英語: Burma–Japan relations）と呼ばれることもある。
19世紀末頃からイギリスにより植民地支配されていたビルマでは、第二次世界大戦後半に相当する1942年から1945年にかけてビルマに独立を約束した日本軍が占領して軍政を敷いていた。日本軍がビルマから駆逐された後にはイギリスが支配者として返り咲き、1948年に独立を勝ち取るまで宗主国イギリスの支配下にあった。植民地の中でも「米どころ」として広く知られていたビルマは、独立したばかりの頃には東南アジア諸国の中でも最も将来を嘱望されていた新興国のうちの一国であった。しかし、1962年にクーデターで政権を奪取したネ・ウィン将軍が率いる軍事政権が社会主義体制を取ったことによりビルマ経済は停滞し、1987年には国連から最貧国に認定を受けるに至った。こうした慢性的な経済危機にあったビルマにとって、資本主義体制を取る日本との経済協力はイデオロギーの対立を超えて重要なものであり、日緬関係はアウンサンの時代から大変濃密な関係にあり、第二次大戦後の日緬関係は良好なものであり続けた。ビルマに対する戦後処理は、1954年に締結された賠償協定で最終的かつ不可逆的に決着している。1988年から2010年までの国家法秩序回復評議会（SLORC）／国家平和発展評議会（SPDC）時代は、日緬の情緒的な関係の近しさとは裏腹に、政治や経済面における両国関係は薄かったが、2011年の民政移管後は、日本企業のミャンマー進出が加速していた。しかし2021年2月にミャンマー軍が事実上のクーデターを起こすと、複数の日本企業が撤退し、日本からミャンマーへの投資は縮小し始めた。

## 両国の比較
|             | ミャンマー                  | 日本                            | 両国の差                   |
| ----------- | --------------------------- | ------------------------------- | -------------------------- |
| 人口        | 5141万人（2014年）          | 1億2711万人（2015年）           | 日本はミャンマーの約2.5倍  |
| 国土面積    | 68万 km²                    | 37万7972 km²                    | ミャンマーは日本の約1.8倍  |
| 首都        | ネピドー                    | 東京                            |                            |
| 最大都市    | ヤンゴン（旧・ラングーン）  | 東京                            |                            |
| 政体        | 大統領制                    | 議院内閣制                      |                            |
| 公用語      | ビルマ語（ミャンマー語）    | 日本語（事実上）                |                            |
| 国教        | なし                        | なし                            |                            |
| GDP（名目） | 657億7500万米ドル（2015年） | 4兆1162億4200万米ドル（2015年） | 日本はミャンマーの約62.6倍 |
| 防衛費      | N/A                         | 409億米ドル（2015年）           |                            |
| 地図        |                             |                                 |                            |

## 歴史

### 近代以前

#### アラカン王国のキリシタン武士
記録に残る最古の日本とミャンマーの交流は、1971年～1974年に駐ミャンマー日本大使だった鈴木孝が、在職中に発見して初めて日本に紹介した、アラカン王国のキリシタン武士たちである。1630年に王都・ムロハウン（現在のミャウウー）を訪れたポルトガル人宣教師・セバスチャン・マンリーケの著書『東洋印度における宣教師の旅行記』第1巻『アラカン紀行』に詳細な記述がある。

それによると、ローマ法王の親書を携え、苦難の末、ムロハウンに辿り着いたマンリーケ一行は、キリスト教徒の日本人武士団に出迎えられたのだという。
「レオン」は洗礼名だが、「ドノ」は日本語の「殿」ではないかと鈴木は推測している。またマンリーケと自由に会話していることから、ポルトガルを流暢に操ったとも推測される。武士団は32人くらいおり、当時、ムロハウンには日本人町、ポルトガル人町、イギリス人、フランス人、オランダ人の雑居町の3つあって、日本人は「家族を含む多数」いたのだという。レオン・ドノたちのルーツについては、関西・九州のキリシタン大名の臣下で、迫害から逃れて東南アジアに渡ったのではないかとも言われるが、真相は不明である。イギリス人の歴史家・G.E. ハーヴェイが1925年に出版した『ビルマ史』にも、1635年のアラカン王国の国王・チリツダンマの戴冠式に「若干の日本人すら出席していた」という記述があり、これはレオン・ドノたちのことと思われるが、その後の消息は不明である。

#### 山田長政の残党

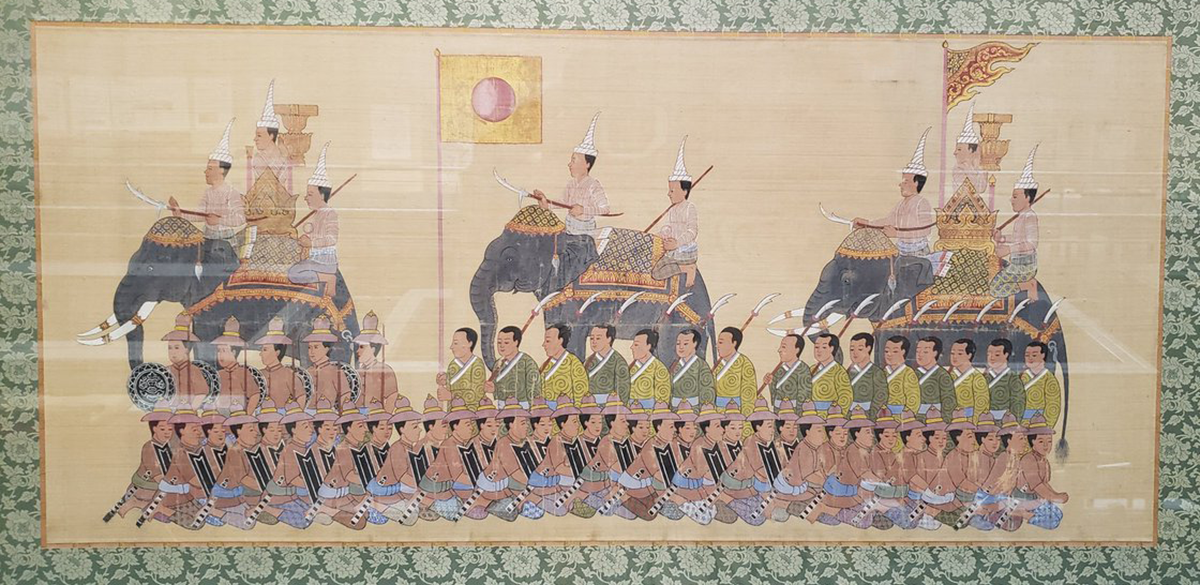
『日本人義勇軍行進図』ワット・ヨム寺院に描かれたものの模写（静岡浅間神社蔵）。イガグリ頭である。

これも鈴木が初めて日本に紹介した話であるが、山田長政の残党がシャン州のチャイントンに逃れたという伝説が残っている。鈴木がヤンゴンで会った、チャイントンの大名（ツァオパーのことと思われる）の子孫だというゴン・シャン族の男性によると、アユタヤ朝時代のタイから62人の武士団がチャイントンに逃れてきた。彼らは「ジャプン」と呼ばれ、元は1人のリーダーに率いられて太平洋のある島からタイへ渡ってきたのだという。「ジャプン」たちは、命を助けてもらったお礼に、人々に知識や技術を授け、その生活を豊かにするために尽力したのだという。そして人々も「ジャプン」に尊敬の念を持ち、それまでの長髪を止めてイガグリ頭にする、衣服は袴を左前にして着る、肉親の葬式には白い喪服を着る、指で食事する習慣をやめて箸を使う、人に挨拶する時は丁寧に頭を下げる、女性は男性を差しおいて前にシャシャリ出ない、若者は老人を労るといった「ジャプン」の習慣を真似るようになったのだという。

### 英植民地時代

#### 初期の日本人移民とからゆきさん

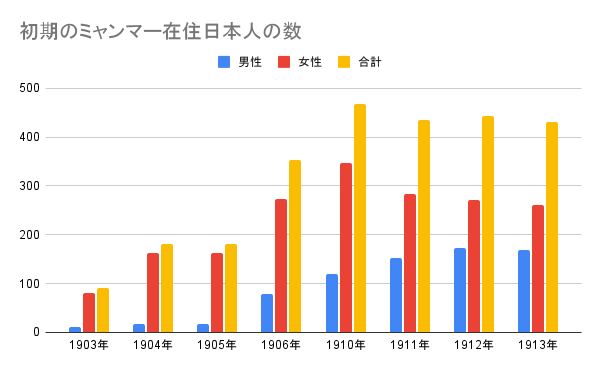
初期の在緬日本人の数

近現代に入ってからの日緬関係の始まりは、1872年にロンドンで行われた岩倉使節団とコンバウン朝のミンドン王の宰相・キンウンミンジーとの会談とされる。1899年に日本がミャンマーから米と砂糖の輸入を始め、1902年に日英同盟が締結されたことにより、日本は当時英領インド・ビルマ州だったミャンマーの市場にアクセスできるようになった。
最初にミャンマーに住み着いた日本人は、メルギー諸島沖で真珠採取業に携わる人々で、1901年の段階で日本人男性11人がメルギー（現ミェイク）に住んでいたのだという。その後、メルギーには錫採掘業者、ゴム栽培業者、遊技場経営者、裁縫業者、通訳、医師などが住み着き、1912年にその数は男女合わせて112人（男性86人、女性26人）に上った。無論、ミャンマーの他の地域にも日本人は移住しており、1906年にはヤンゴンに298人、モーラミャインに29人、ピイに7人、マンダレーに12人、ピンウールィンに7人（計353人）、1910年にはヤンゴンに323人、マグウェに55人、マンダレーに16人、パテインに34人。モーラミャインに40人（計468人）と増加していった。その職業も千差万別で、雑貨商、喫茶店、飲食店、採買業、写真店などで、特に歯科医と写真店は地元民の需要が高く、どこの町にもいたのだという。この頃、初代江川マストン一座の軽業ショーが催されという記録も残っている。
また右図を見ればわかるとおり、在緬日本人の男女比は圧倒的に女性優勢だったが、この理由は売春に携わる女性、いわゆるからゆきさんが多かったからである。その人数は1910年の320人をピークにその後は220人前後で推移し、ヤンゴン、マンダレー、バゴー、モーラミャイン、アキャブなどミャンマー各地に散らばり、ヤンゴンの34番街は日本人の娼婦街で有名だった。1973年に当時ヤンゴン南部県・タムウェ郡区にあった日本人墓地を訪れた鈴木によると、からゆきさんと思われる若くして亡くなった女性たちの墓石に刻まれた出身地は、長崎県がもっとも多く、次いで熊本県、和歌山県だったのだという。客はミャンマー人、インド人、イギリス人が多かった。しかし1920年にビルマ娼館および人身売買禁止法が成立・施行されたことにより、やがてからゆきさんはミャンマーから姿を消した。

#### 日本のプレゼンス拡大
1920年にヤンゴン領事館が開設された頃からミャンマーにおける日本のプレゼンスが急速に拡大していく。日本からミャンマーへの輸出額は、1909年の690万ルピーから1926年には3110万ルピーに急速に拡大、1935年には日本の輸出額はミャンマーの総輸入額の20％を占め、46％のイギリスに次いで第2位の輸出国となった。また日本のミャンマーからの輸入額を見ても、1909年の270万ルピー（ミャンマーの総輸出額の3％）から1927年には5600万ルピー（同14%）に拡大、その後、1935年までに1100万ルピー（同7％）にまで減少したが、1909年から1935年までの総輸入額を見れば、やはりイギリスに次いで第2位の輸入国だった。
輸出入品（1906年- 1936年）について見てみると、日本からミャンマーへの主な輸出品は、綿織物、絹織物、靴下、マッチ、服飾雑貨、帽子などで、1909年には輸出品の77%が絹織物で、当時より国際競争力があり、付加価値が高かった綿織物はゼロだったが、1923年には17％が絹織物、29％が綿織物、1937年には3％が絹織物、39％が綿織物となった。一方、日本のミャンマーからの主な輸入品は米、綿花、鉛インゴット、パラフィンワックス、豆類で、1928年までは圧倒的に米だった。
また海運業に関しても日本はプレゼンスを高めた。1908年のミャンマー発着の海運はイギリスが74％を占め、その他外国は24％、そのうち日本はわずが4％、総輸送量の1％を占めるに過ぎなかった。また同年、ビルマ入港船はイギリス船隻が57隻（19万7,222トン）だったのに対し、日本船隻はわずか3隻（8,020トン）だった。しかし1918年には日本船隻は外国船の55%、総輸送量の8%を占め、1926年にはビルマ入港船は、イギリス船隻が54隻（28万7,243トン）だったのに対し、日本船隻は95隻（359,205トン）となり、日本がイギリスを逆転した。
この日本のミャンマーにおける経済的プレゼンス拡大は、当然、イギリスにとって脅威だったが、1939年に第二次世界大戦が勃発して日英関係が不穏になった後でも、イギリスはほぼ黙認していた。その理由について秋田茂と籠谷直人は、「イギリスは自らの帝国を究極的には物質的ではなく金融的なものと見なしていたため、つまり生産、製造、貿易がロンドンという都市の金融利益に包摂され、それに奉仕するものと概念化されていたため、帝国の結節点に点在する金融の蛇口が閉められない限り、いかなる程度の敵対関係も容認された」からと述べている。しかし、この日本の経済的プレゼンスの拡大はやがて軍事的プレゼンス拡大に繋がり、後述するように日本軍がイギリスをミャンマーから放逐する下地となった。

#### 「憧れの国」日本

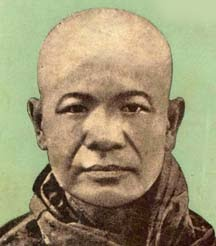
ウー・オッタマ（1879 – 1939）

日本の経済的プレゼンスの拡大する中、1895年の日清戦争、1905年の日露戦争における日本の勝利も、ミャンマー人の日本に対する尊敬の念と憧憬を高めた。特に後者は、アジアの小国である日本が、白人の大国であるロシアを打ち破ったということで、同じくアジアの小国であるミャンマーもイギリスの植民地支配を打ち破れるはずだと、ミャンマーの人々に勇気を与えたのだという。高名な歴史家のティンアウンは『ビルマ史』の中で以下のように述べている。
その日本に異様に興味を持った1人が、ラカイン族の民族主義者である仏教僧ウー・オッタマである。1910年、ウー・オッタマは日本がロシアに勝った真相を見極めるべく来日し、僧服を着たまま日本全国を行脚。その途中、偶然名古屋で松坂屋の創業者・伊藤祐民の知遇を得、資金提供を受けて旅を続け、日本語も習得した。一旦、帰国した後、1913年には有為なミャンマー若者6人を連れて再来日。1915年には自らの経験を元に『日本』を執筆し、若者やインテリの間で広く読まれ、日本への留学を希望する若者が急増することとなった。なおウー・オッタマは、1943年に田中良のイラストで絵本になっている。

### 日本占領期

#### 南機関
前述したとおり、日本は、ミャンマーにおける経済的プレゼンスを拡大しつつ、軍事的プレゼンスも拡大していた。その目的は、援蔣ルートのうちビルマ・ルートを遮断すること、ビルマ中部のチャウ、イェーナンジャウンなどの油田地帯を確保すること、英領インド攻撃の拠点を築くことだった。
1937年、ヤンゴンで日貨排斥運動で起きると、当時の駐ヤンゴン領事・金子豊治は、ビルマ立法評議会議員だったウー・ソオに接近して、これの鎮圧しようとした。その後、ウー・ソオらミャンマーの民族主義者たちを利用して親日工作をしようと画策したが、ビルマ政庁（英植民地政府）に露見して、離任した。元海軍大尉・国分正三は、本人は柔道教師、妻は歯科医院を経営しながら諜報活動に従事しており、1939年、タキン党の傍流だったタキン・トゥンオウッ、タキン・バセインに接触して、親日政権樹立のために彼らに兵器を供給して「実力部隊」の結成を画策したが、これもビルマ政庁に露見して、国分は国外追放となった。ビルマ政庁の秘密公文書 『国防局治安情報概要』（旬刊）には、1937年4月以降のミャンマーにおける日本人の諜報活動が、毎回「日本の活動」という章にまとめられていたが、そこには金子豊治、国分正三のほか、久我成美、大場忠、鈴木司（医師）、永井行慈（日本山妙法寺）など領事館関係者、武官、民間人の名前が頻繁に上がっていたのだという。

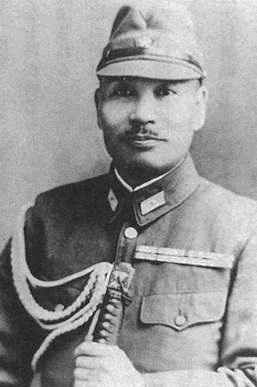
鈴木敬司大佐

最終的にミャンマー侵攻の道を切り開いたのは、1940年6月から日緬協会書記兼読売新聞特派員「南益世」の偽名を使って諜報活動に従事していた参謀本部付元船舶課長の鈴木敬司大佐だった。鈴木は、厦門に潜伏していたアウンサンを日本に連れ出して、ミャンマー独立を条件にミャンマー侵攻作戦への協力を取りつけ、1941年2月1日、大本営直属の特務機関「南機関」が正式に発足、バンコクに本部を置いた。アウンサンは30人の同志を募り、同年4月から海南島で軍事訓練を受け、訓練が終わるとバンコクに戻り、12月28日、ビルマ独立義勇軍（BIA）を結成した。そして同月から日本軍とBIAの共同作戦によりミャンマー侵攻を開始、1942年3月8日、ヤンゴンを占領した。しかしミャンマーへの独立付与をめぐり、南機関と軍首脳部が対立、結局、ミャンマー人中心の独立の約束は反故にされ、同年6月、鈴木は転属となって南機関も解散となった。アウンサンらBIAのメンバーは日本に対していたく不信感を募らせたが、徒手空拳ではなす術がなく、ひとまず日本の軍門に下った。
このような複雑な経緯はあったものの、南機関のとミャンマーとの交流は後年も続き、元メンバーの高橋八郎、杉井満、海南島での軍事教官・川島威伸はのちに東京のミャンマー大使館で顧問として働いた。1981年1月4日には、ビルマ政府は、鈴木敬司の未亡人、高橋八郎、杉井満、川島威伸、泉谷達郎、赤井（旧姓鈴木）八郎、水谷伊那雄の南機関関係者7人にアウンサン勲章が授与された。

#### ビルマ国
1943年8月1日、バーモウを国家代表（Naingandaw Adipadi）兼内閣総理大臣に戴いて、ビルマ国の独立が宣言されたが、実質日本の傀儡政権であり、その日本支配の評判も惨憺たるものだった。

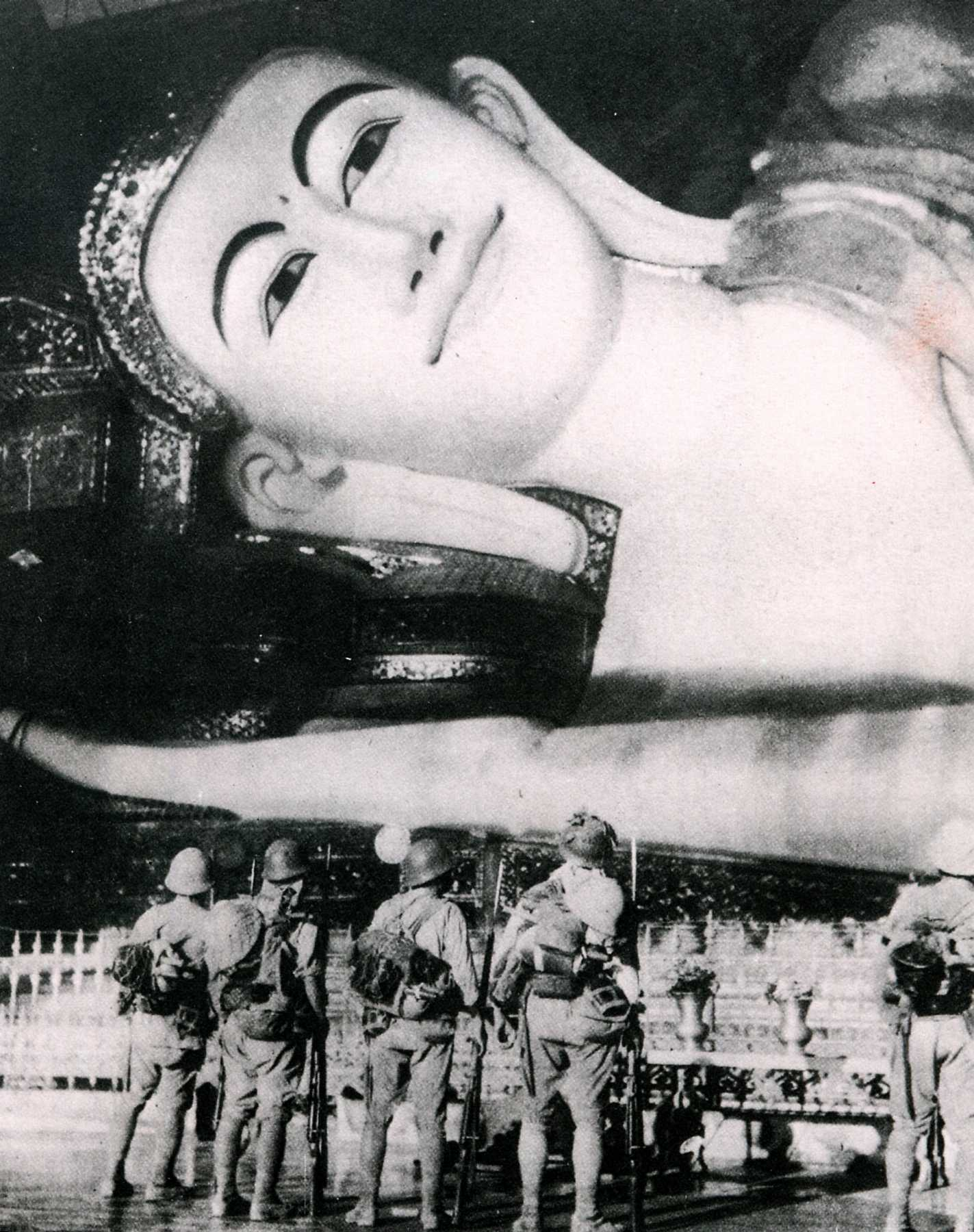
日本兵とシュエターリャウン寝仏。軍靴を履いたままである。

日本軍がミャンマーに持ちこんだ憲兵隊は、反日活動の疑いをかけた者を容赦なく拷問にかけ、気に入らないことがあれば一般市民を平手打ちし、コレラの予防注射証明書の提出が遅い女性のスカートを公衆の面前でまくるなど乱暴狼藉を働いた。憲兵隊は「キンペイタイ」と今でもミャンマー語に残り、語り草になっている。また本来裸足入るべきパゴダに軍靴のまま上がったり、ミャンマーではご法度な人前で全裸になって水浴びをしたり、ミャンマーの価値観にそぐわない日本兵たちの行動も顰蹙を買った。
また日本軍は1943年10月以降は制空権を失い、主要都市や軍事基地が英空軍の空襲に晒され、建物・インフラが破壊された。最大の輸出品だった米は国際市場との繋がりを失い輸出量は10分の1まで減少、作付面積と生産量も大幅に減少した。日本軍による飛行場建設、架橋工事、道路工事への強制徴用、インド人労働者の退去により労働力は極端に不足。そんな中で日本軍は軍票を乱発したので、物価は1941年12月から1945年6月にかけて306倍に上昇、ハイパーインフレーションは人々の生活を圧迫した。1942年6月から始まった泰緬鉄道の建設には、ミャンマー人も10万6,000人徴用され、劣悪な労働環境と拷問のせいで4万人以上が命を落とした。

ミャンマーの人々は、かつての憧れだった日本にすっかり失望し、のちの首相ウー・ヌは、1944年に情報大臣に転任になった際の記者会見で以下のように述べ、日本に対する失望を露わにした。
一方、日緬交流を彩る出来事もあった。
1つは1943年3月、ミンガラドン郡区に設立された士官学校（OTS、Bo Thindan Kyaung）で、1期生として300人、翌1944年には2期生として400人のミャンマーの若者が入学した。優秀な成績でOTSを卒業した者は日本の陸軍士官学校へ留学でき、第1期生からは30人が陸士57期生に、第2期生からは40人が陸士58期生に編入した。この中にはウー・チョーソー元外務大臣（第1期生）、タウンダン元文化大臣（同）、ウー・ルウィン元副首相兼計画財務大臣（同）、ウー・ラボン元外務大臣（第2期生）、ウー・エイマウン元文化大臣（同）、ウー・アウンペ元人民司法評議会議長（同）など政府の要職に就いた者が多数いた。
もう1つは南方特別留学生で、ミャンマーからは1943年に1期生17人、1944年に2期生30人が日本に留学した。その中にも、バーモーの息子・ザリーモー（第1期）、フラエ元商務大臣（同）、モンモンニュン元ビルマ航空会長・大使（同）、チッフライン元外務大臣（第2期）など要職に就いた者が多数いた。

#### 抗日蜂起
インパール作戦の失敗により日本軍の劣勢が決定的となった1944年8月、アウンサンらは抗日闘争に勝機ありと見て、反ファシスト機構（AFO、のちに反ファシスト人民自由連盟《AFPFL》と改名）を結成。1945年3月27日、アウンサンは日本軍への全面攻撃を開始し、同年5月1日、ヤンゴンは解放され、数か月後、日本軍はミャンマーから完全撤退した。戦後、3月27日は「ファシスト日本に反抗した日」と名づけられ、毎年この日に軍事パレードが行われていた。しかし、日緬関係の友好が促進されつつあった1972年3月27日からは、単に「ファシストに反抗した日」と呼ばれるようになった。現在は単に「国軍の日」と呼ばれている（日本の報道では「国軍記念日」と呼ばれることが多い。

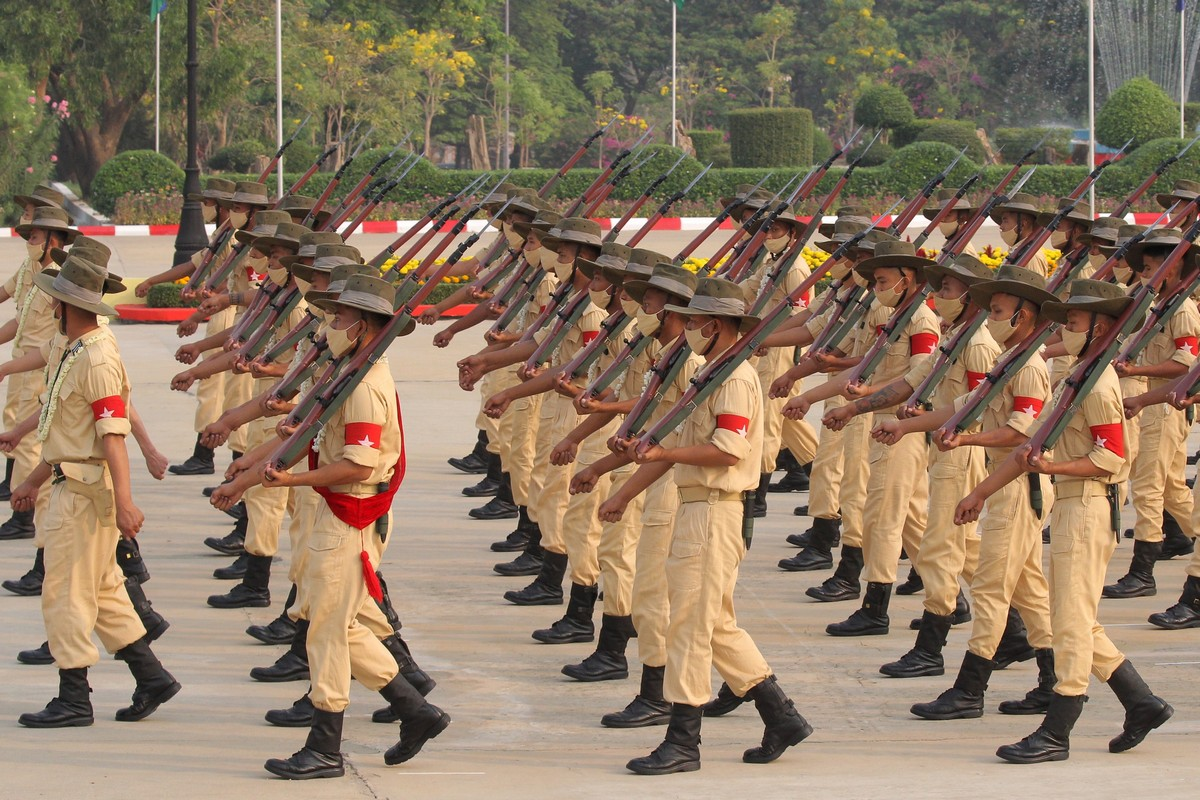
2021年3月27日国軍記念日。旧日本軍風の軍服を着て行進する国軍兵士たち。

このようにこの時期の日緬関係は愛憎半ばすると言ったところだが、ミャンマー軍（以下、国軍）の前身・BIAを養成したのは紛れもなく日本軍であり、ゆえに「日本軍が国軍の生みの親」とも言われる。「愛国行進曲」や「歩兵の本領」などの日本の軍歌は、歌詞をミャンマー語に変えて、現在でも国軍の軍歌として歌われている。また国軍士官学校（DSA）や国防大学（NDC）の初期に使われたマニュアルはイギリスのもの、教官は日本軍の下で訓練を受けた者が多かったので、国軍は「日本的心を持った英国的組織」とも言われる。
また戦後、日本軍の退役軍人によるミャンマー関係戦記は500冊ほど書かれ、戦後すぐの1948年に出版された竹山道雄の『ビルマの竪琴」は大ベストセラーとなり、2度映画化された。

### 議会政治・社会主義時代

#### 戦後日本の米不足とビルマ米の緊急輸入
戦後、深刻な米不足に陥った日本は、GHQ司令部が日本政府の名において1948年3月にミャンマーと貿易協定を締結し、ビルマ米を日本が優先的に安価で輸入することが決定された。当時、日緬は正式に国交を回復しておらず、朝鮮戦争による特需もあってビルマ米の国際需要が高まっており、ミャンマーがそのような日本の要請に応じる合理的理由はなかったが、元南機関機関長・鈴木敬司が日綿実業、第一物産、東西交易などの日本の商社とミャンマー政府の間に立って奔走し、そのような約束を取りつけたのだった。おかげでミャンマーから日本への米の輸入量は、1949年に7万トン、1951年に17万トン、1954年には30万トンにまで上昇、日本の台所は一息つくことができた。しかし日本の生産力が回復したことにより、1956年から減少に転じ、1958年には2万5,000トンにまで減少、1968年には完全にストップした。日本がビルマ米の輸入を再開したのは、実に民政移管後の2013年になってからだった。

#### 戦争賠償とビルキチ、ビルメロ
1954年11月に締結された日緬平和条約、日緬賠償・経済協力協定にもとづき、1955年から1965年にかけて、日本政府はミャンマー政府に対し2億米ドル相当の生産物・役務の無償供与、ならびに5,000万米ドル相当の経済協力を実施することとされた。また他国の賠償額がミャンマーの賠償額（2億米ドル）に比して著しく高額とミャンマー政府が認める場合は賠償額を再検討するという条項も設けられ、実際、1963年に「追加賠償」の名を避け、「経済および技術協力」の名目で、1965年4月から12年間にわたり1億4,000万米ドル相当の生産物・役務の無償供与をすること、さらに3,000万米ドル相当の円借款を6年以内に実施することとされた。こられの交渉でも日緬双方の南機関関係者の尽力があったのだという。
これは日本が戦後最初に締結した戦争賠償であり、他国が100億米ドル、50億米ドルと吹っかけてきたところ、ミャンマー政府が破格の2億米ドルで賠償に応じてくれたことは、その後の日本の戦争賠償交渉を容易にし、また金銭ではなく生産物・役務という形を取ったことで、日本企業の東南アジア進出を促す結果となったと評されている。ミャンマー政府がこのような少額の賠償に応じてくれた理由は、国内経済の復興になるべく早く賠償金を活用したいという思惑があったからとも、同じく戦後復興に苦労していた日本に「仏教的慈悲」を施したとも言われるが、工藤年博は後者には否定的である。ちなみに、交渉にあたった日本外交筋によると、フィリピンやインドネシアに比して、ミャンマーの賠償金の不正利用がもっとも少なかったのだという。この日緬間の戦争賠償の交渉の過程は、日本政府関係者に大きな感銘を与え、のちに「ビルキチ」「ビルメロ」と呼ばれる熱狂的ミャンマー・ファンを生むきっかけとなったと言われる。
この戦後賠償の最大の成果は、カレンニー州に建設されたバルーチャン水力発電所で、これは現在でも稼働し、ミャンマーの総発電量の約24％を占めている。しかし1962年の賠償金に賄われ、ミャンマー製部品の自給自足が目指された、バス・トラック組立工場（日野自動車）、乗用車組立工場（マツダ）、農機具組立工場（クボタ）、家電組立工場（パナソニック）の工業化4大プロジェクトは上手くいかず、ミャンマーへの技術移転はなされず、1980年の時点で部品の国内調達率は金額ベースでわずか35%にとどまった。

#### 第1次ODA拡大期（1976年- 1988年）

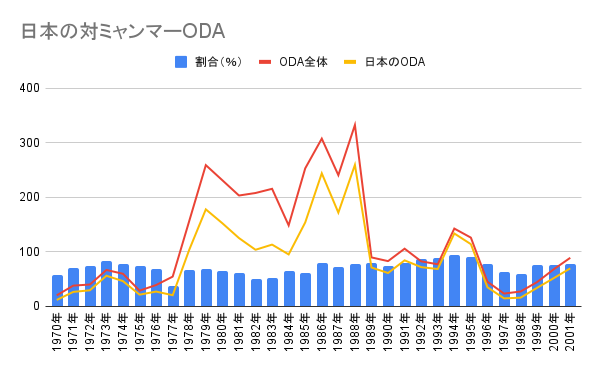
日本の対ミャンマーODA（単位100万米ドル）

1968年、日本は初めてミャンマーに対して、4大プロジェクトを対象とした108億円の円借款を供与したが、当時、ミャンマーはビルマ式社会主義の下、外資導入に非常に慎重だったので他国に比べれは少額だった。しかしミャンマー政府は経済苦境を理由に1976年に「ビルマ式社会主義の現実的修正」を宣言、同年11月30日、東京でビルマ援助会議が開催されたのを機に、ODA受け入れを急速に拡大させた。そしてその中心にいたのが日本で、1988年までに日本がビルマに供与したODAは、円借款4040億円、贈与941億円、無償技術協力146億円で総額5117億円に上り、実にミャンマーが受け取った二国間援助の総額の80％を占め、日本側から見ても、1978年から1988年にかけて、ミャンマーは一貫して日本のODA供与額上位10か国にランクインしていた。
このように日本の対ミャンマーODAが拡大した理由は、アメリカがミャンマーを反共の砦と考えており、その支援を容認していたこと、従来の日本の援助政策が「経済侵略」と批判されたのを受け、日本政府がODAによる開発途上国支援を外交の中心に位置づけたこと、経済大国になった日本に国際社会がそれ相応の国際貢献を求めたことなどが挙げられる。また南機関、30人の同志から始まる日緬間の「特別な関係」もその理由の1つとされる。どんな重要局面でも日本大使だけはネ・ウィンに面会でき、1980年代にアジア諸国で歴史教科書問題が持ち上がった際も、ネ・ウィンは乗らなかった。岸信介、その義理の息子で安倍晋三の父・安倍晋太郎、渡辺美智雄、大鷹淑子などの自民党有力政治家は「ビルマ・ロビー」として影響力を行使したと言われる。ミャンマー側としても、中国やアメリカと違って軍事力を行使せず、安全保障上の脅威とならない日本は最良のパートナーだった。
しかし1982年以降、ミャンマー経済は再び苦境に陥り、1987年には後発開発途上国（LLDC）に認定され、円借款の返済も滞るようになった。1988年3月、日本政府はミャンマー政府に経済政策の転換と円借款の一部凍結を通告、4月に来日したトンティン副首相に5億6,000万ドル相当の債務免除を与えたものの、今後の経済協力については経済改革の進展を見極めてから検討すると伝えた。7月23日のビルマ社会主義計画党（BSPP）臨時党大会でネ・ウィンが経済の自由化を宣言したのは、その具体化の一例とされる。

### SLORC/SPDC時代

#### ODA凍結とSLORC承認
国軍が軍事クーデターを起こす5日前の1988年9月13日、日本政府は政情不安を理由に対ミャンマー新規ODAの凍結を発表した。当時の駐ミャンマー日本大使・大鷹弘はネ・ウィンと家族ぐるみの付き合いがあったが、ODAの再開は政治的安定と真の経済改革の条件付きであると明言し、1989年1月4日の独立記念日祝賀行事を他の欧米諸国の大使とともに欠席し、SLORC幹部を激怒させた。日本政府のODA凍結の決断には、アメリカ政府による相当な圧力があったとも言われる。

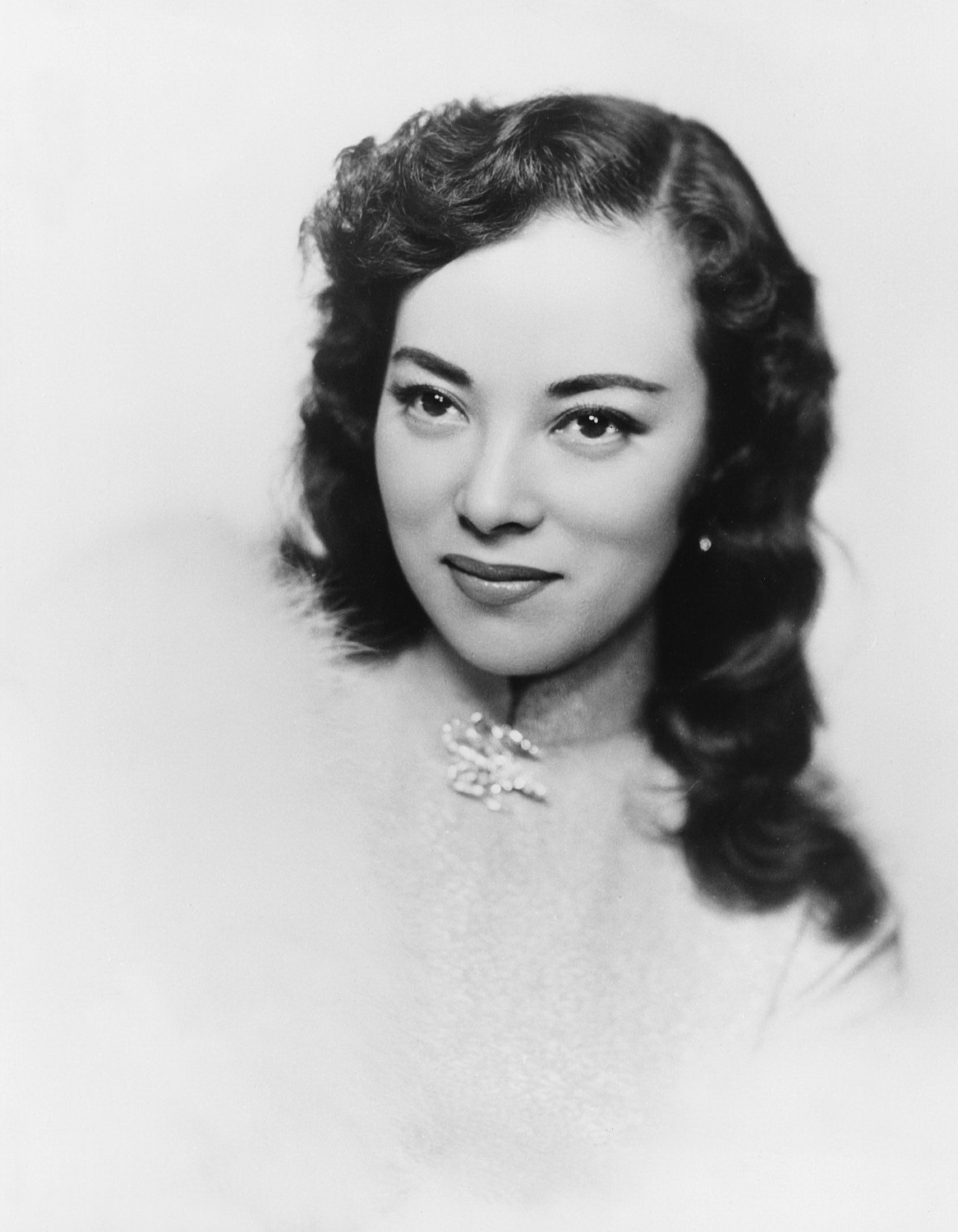
大鷹淑子（山口淑子）

しかし、2月17日、日本政府はSLORCを公式に承認すると発表し、大鷹大使はSLORC議長のソーマウン将軍に直接その旨を伝えた。この方針転換の理由は不明だが、これに先立つ1月25日、当時、大鷹大使の妻・大鷹淑子が会長を務めていた日本ビルマ協会（現・日本・ミャンマー友好協会）が、日本政府にミャンマーとの国交回復と援助再開を求める嘆願書を提出しており、その関連性が疑われている。嘆願書には、援助が無期限に停止された場合、ODA事業に携わる日本企業が莫大な経済的損失を被ること、日本がミャンマーから撤退すれば他のアジア諸国がミャンマーに対して援助を再開する可能性があること、そしてSLORCを公式に承認しなければ、2月24日に予定されていた大喪の礼にミャンマー代表団が出席できない旨が記されていた。この日本政府の方針転換は欧米諸国、ミャンマーの民主派から激しく批判され、アウンサンスーチーも「特にビルマのような人権問題が切迫した国においては、人々が経済問題よりも人権問題を優先することができれば、はるかに良かっただろう」と批判した。
しかしSLORCが1990年5月27日に実施された総選挙の結果を反故にすると、さすがにこれは見過ごせないと見たのか、8月30日、日本政府は渡辺美智雄議員をミャンマーに派遣し、ソーマウンSLORC議長と会談してスーチーの解放を強く求めた。10月には上智大学教授・緒方貞子を代表とする国連人権委員会一行が人権状況を調査するために訪緬。しかし、一行はインヤーレイク・ホテルに滞在する予定だったのに、武装警備員に囲まれた政府のゲストハウスに収容され、報道関係者とも一般市民とも接触できず、一行が希望していたインセイン刑務所訪問もスーチーとの面会も拒否された。唯一、キンニュン第1書記との会談だけ実現したが、あとは重要度の低い場所を案内されただけだった。後年、緒方はこの任務を「もっとも難しかった任務の1つ」と述懐している。緒方の後任の国連人権調査官・国際基督教大学教授・横田洋三は入国を再三拒否され、ようやく入国が許可された後も、スーチーとの面会は拒否された。ただ1995年7月10日にスーチーが自宅軟禁から解放され際、真っ先に日本大使公邸を訪れたことから、日本政府が水面下で積極的に働きかけていたことが推測され、まったくの無駄骨ではなかったようである。

#### 日本の経済的プレゼンス低下
| 順位 | 国名         | 認可額（100万ドル） | 件数 |
| ---- | ------------ | ------------------- | ---- |
| 1    | タイ         | 7,376               | 57   |
| 2    | イギリス     | 1,570               | 40   |
| 3    | シンガポール | 1,434               | 70   |
| 4    | マレーシア   | 661                 | 33   |
| 5    | 香港         | 504                 | 31   |
| 6    | フランス     | 470                 | 3    |
| 7    | アメリカ     | 244                 | 15   |
| 8    | インドネシア | 241                 | 12   |
| 9    | オランダ     | 239                 | 5    |
| 10   | 日本         | 215                 | 23   |
| 11   | 中国         | 194                 | 26   |
| 12   | 韓国         | 191                 | 34   |
| 17   | インド       | 35                  | 3    |
|      | その他       | 441                 | 47   |
| 合計 |              | 13,816              | 399  |

日本政府はSLORC/SPDCを承認したが、ODAが本格的に再開することはなく、「人道支援」目的だけに限られるようになった。その理由は、1992年に宮澤喜一内閣が閣議決定した、民主主義と人権の価値を重視する「政府開発援助大綱(ODA大綱)」で、これがミャンマーにも適用されたからである。
しかし「人道支援」という基準がはなはだ曖昧だったため、時折物議を醸すことがあった。たとえば1998年、日本政府がヤンゴン国際空港の改修工事に、25億円という単独案件としては過去最大の円借款を発表した際、当時の駐ミャンマー日本大使・朝海和夫は、「空港の年間利用者数は1988年の30万人から160万人に増加している…日本は人道的観点から、計画されている融資によって空港の安全を確保しようとしている。悲惨な事故が起きてしまっては手遅れだ」と述べたが、後述するようにスーチーにも批判された。また2001年には、日本政府はバルーチャン水力発電所の改修工事に35億円の支援をすることを発表し、これも「人道支援」と称されたが、実際は中国が同盟国のユーゴスラビアを通じて改修工事費用の融資を申し出たという情報を入手した日本政府が先手を打ったものであり、アメリカ国務長官・コリン・パウエルは「これらの資金は現政権に対して、現時点で行うべき適切な投資ではない」と批判した。
しかし2003年5月30日、サガイン地方域・モンユワ近郊のディーペン村で、遊説中のスーチーが連邦団結発展協会（USDA）のメンバーに襲撃されて多数の死傷者が出、三度、スーチーが拘束されると、さすがに日本政府はすべてのODAを停止した。ただしSLORC/SPDC時代を通じて、日本は欧米諸国とは一線を画し、ミャンマーに経済制裁は課さなかった。
一方、経済界ではクーデター直後の1989年10月、当時東京都品川区にあったミャンマー大使館の土地を、小野寺紘毅が社長を務めていた三松建設が600億円で購入した。これは当時のミャンマー政府の1年分の国家予算に近い金額で、欧米諸国の経済制裁により財政難に陥っていたSLORCにとっては、非常にありがたい申し出だった。しかし、大半の日本企業はSLORC/SPDCと関わることで人権侵害に加担しているというアメリカやスーチーの批判をおそれ、ミャンマーへの投資や企業活動に慎重になった。おかげで1988年から2005年の外国直接投資において、皮肉にも日本は、より強硬な対ミャンマー経済制裁を主張していたイギリスやアメリカの後塵を拝した。代わりにこの時期、SLORC/SPDCと政治的・経済的に深く関わるようになったのは中国だった。

### 民政移管時代

#### 第2次ODA拡大期（2012年 - 2020年）
| 年度 | 有償資金協力       | 無償資金協力 | 技術協力 |
| ---- | ------------------ | ------------ | -------- |
| 2011 | -                  | 9,58         | 17.45    |
| 2012 | 1,988.81(1,149.27) | 252.5        | 37.99    |
| 2013 | 510.52(1,886.49)   | 161.32       | 61.59    |
| 2014 | 933.72             | 131.22       | 70.50    |
| 2015 | 1,257.38           | 138.23       | 87.63    |
| 2016 | 1,250.21           | 55.59        | 98.12    |
| 2017 | 1,289.34           | 30.58        | 92.00    |
| 2018 | -                  | 85.22        | 104.09   |
| 2019 | 1,688.58           | 103.96       | 66.55    |
| 2020 | 729.79             | 131.46       | 48.79    |

2011年にテインセイン政権が成立して民政移管が実現すると、日本の対ミャンマーODA・民間投資は復活した。2012年10月、日本の主導で東京でミャンマー支援国会合を開催し、26か国と5つの国際機関が参加、国際社会がテインセイン政権を支援する体制を築いた。また同年、日本ミャンマー協会が設立され、会長の渡邉秀央がテインセイン政権との、盟友の仙谷由人が民主党政権との調整に当たり、日本企業に当時「最後のフロンティア」と呼ばれたミャンマーへの進出を促した。
日本政府は2012年と2013年の2度にわたり計約5,000億円の対ミャンマー債務免除を行ってODA再開の道筋をつけ、ミャンマーのほぼすべての省庁に専門家を派遣し、インフラ整備と経済開発に重点を置いた有償、無償、技術協力、海外投資等のあらゆるスキームを駆使して、その計画から設計、建設、運営までを支援した。SLORC/SPDC時代も続いていた、国際協力機構（JICA）の人材育成奨学計画（JDS）で日本留学経験があったミャンマーの若手官僚が、日本の専門家と協力して大いに活躍したのだという。結果、この時期の日本の対ミャンマーODA供与額は、2019年までに有償、無償、技術協力合わせて、1,893億円（約13億米ドル）に達し、ミャンマー最大のODA拠出国に帰り咲いた。

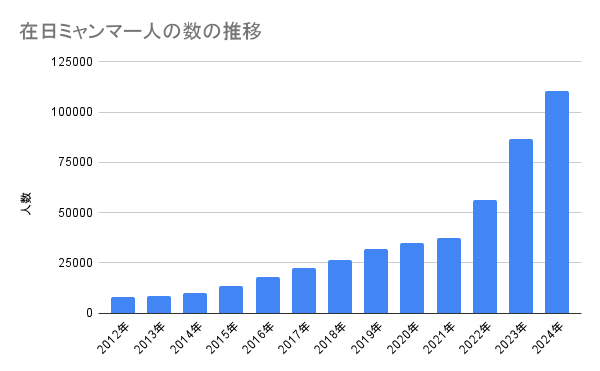
在日ミャンマー人の数の推移

また官民一体の貿易・投資・経済協力の三位一体の開発戦略により、ミャンマーへ進出する日本企業は、2011年には53社だったものが、2012年には85社、2014年には222社、2016年には388社、クーデター直前の2020年には426社へと急増した。2015年には日本の官民が総力を上げて建設した、ミャンマー初の経済特区・ティラワ経済特区が開業した。
また技能実習生・特定技能・留学生等で来日するミャンマー人も増加し、2024年6月までに在日ミャンマー人の数は11万306人に達した。

#### 全国停戦合意と笹川陽平

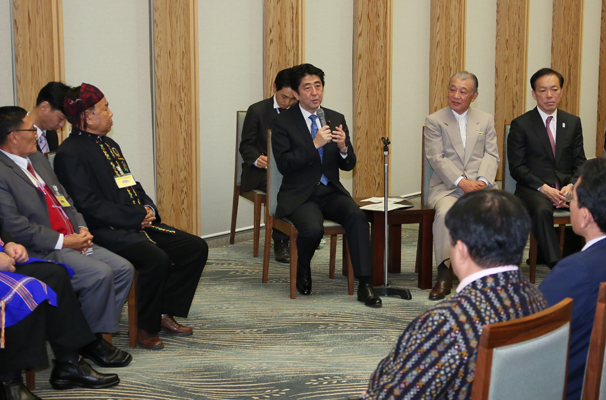
ミャンマー少数民族代表一行による安倍総理大臣表敬。安倍総理の右が笹川陽平。

日本財団の笹川陽平は、1970年代半ばにミャンマーでハンセン病制圧活動を行ったことをきっかけに、ミャンマーに関わるようになり、以来、保健衛生、人材育成、学校教育、障害者、紛争被害者の支援活動を行ってきた。2013年には、政府からミャンマー国民和解担当日本政府代表に任命され、ミャンマー政府と少数民族武装勢力との和平に尽力するようになった。自らミャンマー奥地へ何度も足を運び、少数民族武装勢力の代表者たちと膝を詰めて話し合い、和平実現への協議を重ねてきたのだという。そして2015年10月15日、全国停戦合意の署名式に出席し、証人として署名を行った。
2016年には、日本政府は、ミャンマーの和平、国民和解、経済発展に向けた努力を支援するため、5年間で8,000億円（54億8,000万米ドル）を拠出する計画を発表した。

### SAC時代
2021年2月1日に軍事クーデターが発生し、国家行政評議会（SAC）が成立すると、日本政府は衆議院で非難決議をし、対ミャンマー新規ODAを凍結した。2022年9月20日には、防衛省が毎年受け入れていた国軍からの留学生の新規受け入れを停止すると発表した。ただし人道支援は継続し、2023年までに食料、医療、避難民支援など計4,700万米ドル以上の支援を行っており、民主派の国民統一政府（NUG）を公式には承認していない。

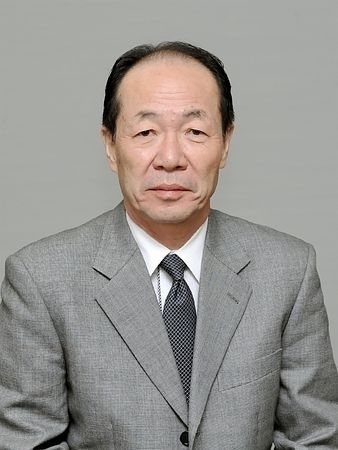
丸山市郎

またキリンビール、ENEOSなどミャンマーから撤退する日本企業も相次ぎ、2025年5月には住友商事と豊田通商がティラワ経済特区から撤退した。三菱商事、トヨタ自動車、伊藤忠商事など有力企業の日本ミャンマー協会からの脱会も相次いでいる。日本貿易振興機構（Jetro）の調査によると、2023年の時点で日本企業の約4割が撤退・縮小を決めているのだという。
また日本でも在日ミャンマー人によるクーデター抗議デモが起きたが、その際、国軍との「太いパイプ」とも称された渡邉秀央、笹川陽平の両氏が批判の槍玉に上がった。2022年11月25日、笹川の仲介により、国軍とアラカン軍（AA）が一時停戦したが、戦犯を父親に持つ笹川を嫌う中国は、各少数民族武装勢力に笹川と一切関わらないように圧力をかけているのだという。
2024年9月27日、クーデター発生時に駐ミャンマー日本大使だった丸山市郎が離任したが、後任の大使は置かれず、吉武将吾公使が臨時代理大使に就任し、対ミャンマー外交における日本の影響力低下が懸念されている。
一方、情勢不安か日本への就労・就学を希望するミャンマー人は急増しており、日本語能力試験（JLPT）の受験者も急増している。ただし2025年1月から18歳～35歳のミャンマー人男性の海外就労は禁止となっている。

## 日本のODAに対する賛否
1988年、最貧国転落、8888民主化運動、そして軍事クーデターを経て、新たな軍事政権・国家法秩序回復評議会（SLORC）が成立したことにより、1980年代後半から1990年代初頭にかけて、長年の日本の対ミャンマーODAに対する批判が喧しくなった。曰く、垂れ流し、大型プロジェクトに偏り人々の生活向上に役立っていない、その大型プロジェクトもビルマ族居住区に偏っている等々。日野自動車の組立工場で作った6.5トン・トラック約2万5,000台が軍用に転用されたということもあった。デヴィッド・I・スタインバーグは「日本の援助がなければネ・ウィン政権は崩壊していただろう」と喝破している。
無論、このような批判に対する反論もあり、1986年から1989年までヤンゴンの日本大使館に経済担当書記官として務めた藤田昌宏は、大型プロジェクトに偏っている批判に対して、バルーチャン水力発電所は市民生活に不可欠な電力を供給しており、マン精油所、シリアム精油所では、これも市民生活に不可欠なガソリンを精製していると述べている。他にも上下水道の整備、電話網の整備、テレビ局の開設、精米所やセメント工場の建設、自動車の生産、教科書用印刷機や消防車の贈与、病院、看護学校、医学研究所、薬学研究所など「生活向上に役立っていない」という批判に対する反証を挙げている。

そのうえで藤田は、援助肯定派と否定派の2つの立場を以下のように対置させている。
2021年クーデター際にも同様のODA批判が巻き起こったが、工藤年博は以下のように述べ、ODA悪玉論に反論している。
なお対ミャンマーODAについては、外務省のホームページで公開されている。

## スーチー人気とスーチー・バッシング
8888民主化運動と1991年のノーベル平和賞受賞により、スーチーは日本でも名の知られた人物となり、テレビや新聞では特集が組まれ、毎日新聞は1990年代を通じてスーチーのコラム『ビルマからの手紙』を連載し、のちに書籍化された。他にも『自由・自ら綴った祖国愛の記録』『アウンサンスーチー演説集』などの著作が邦訳され、『アウンサンスーチー 戦う孔雀』というタイトルで漫画化もされた。1994年に自宅軟禁下に置かれたスーチーの解放を求める請願書には衆参国会議員763人の半数以上の403人が署名し、江田五月や鳩山由紀夫は「アウンサンスーチーの釈放を求める国会議員連盟」を設立した。

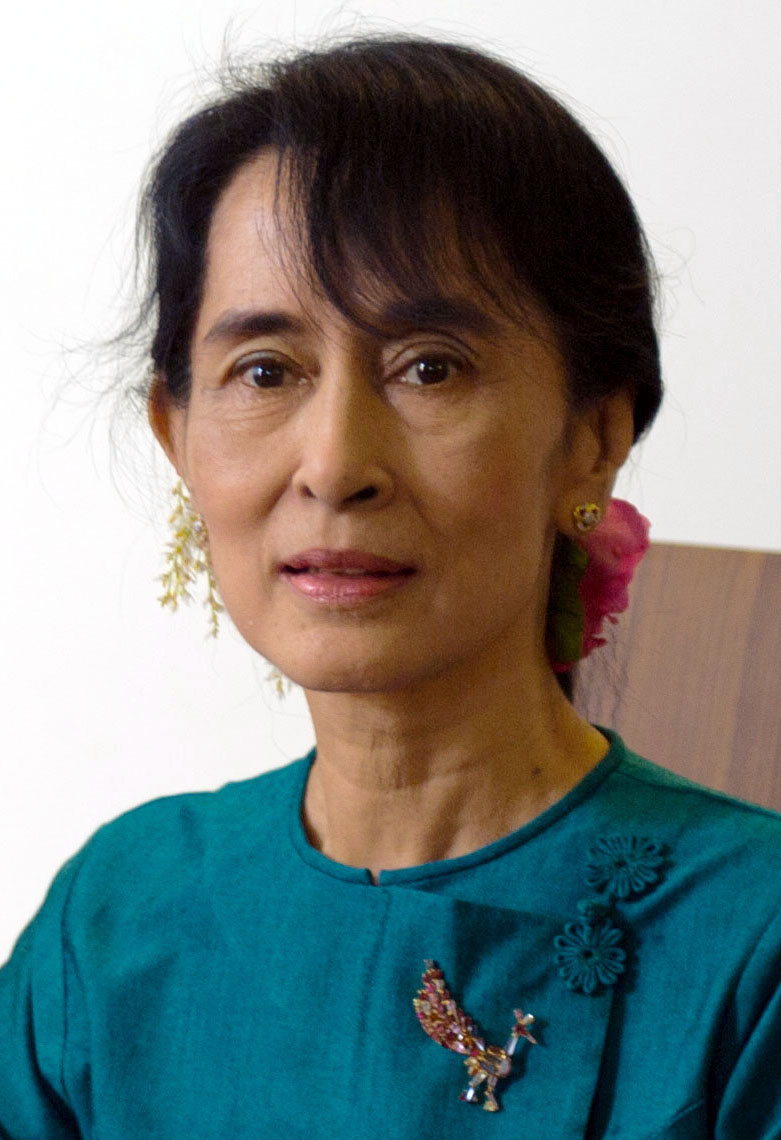
アウンサンスーチー

一方、保守論壇では、スーチー・バッシングとも言えるスーチー批判が展開された。深田祐介は1995年に『文藝春秋』に寄稿し、SLORCが日本にODAを求める熱烈なラブコールを送っているのにもかかわらず、スーチーが頑なに反対しているので実現しないと述べ、「これは彼女がイギリス人と結婚しているからで、日本人と結婚していれば、また事情は違っただろう」と主張した。慶応大学教授・草野厚は1996年に『諸君！』に「スーチー英雄史観には呆れる」という論考を寄稿し、「スーチーの英雄的イメージは国際メディアが作り上げたものが多く、軍事政権の功績は認められていない」と主張した。批判の急先鋒は大前研一で、『アジアウィーク』1997年年末号に以下のような一文を寄稿した。
また『サピオ』1997年11月号には「スーチー女史はすでに『発展するミャンマー』の重荷になりつつある」という論考を寄稿し、「アメリカはスーチーをミャンマーのジャンヌ・ダルクと位置づけ、プロパガンダを広め、政権に圧力をかけるために利用している。しかし、アメリカがなぜそうする必要があると感じ、どのような目的を達成しようとしているのかは、私には理解できない」と主張した。その後も大前は事あるごとにスーチー批判を繰り返している。1995年から1998年まで駐ミャンマー日本大使を務めた山口洋一は、1999年に出版した『ミャンマーの実像 日本大使が見た親日国』の「ミャンマー情勢の虚像と実像」の節にある「見ると聞くは大違い」の項をまるまるスーチー批判に当てている。ちなみに山口は、大使離任時、「ミャンマーは大好きになっていたが、これであの嫌な人（スーチー）に会わずに済むという、ほっとした思いもあった。他人の言うことに一切耳を傾けないところがあった」と述べている。

保守論壇がスーチー批判を展開した理由は、彼女が日本の対ミャンマーODA・企業活動に断固として反対していたからである。1996年4月に毎日新聞に掲載された「ビルマからの手紙」の中で、スーチーは以下のように述べ、「第二次世界大戦中の悪名高きタイ・ビルマ間の死の鉄道を彷彿とさせる状況の中で、男性、女性、そして子供たちが過酷な監督の下で金銭的な報酬もなく働かされる強制労働プロジェクト」について言及している。
また1995年10月、日本政府が、ヤンゴン看護学校の改修工事に16億円の支援を発表した際には、『This is 読売』のインタビューに以下のように答えている。
これに対して、当時外務政務官として事の処理にあたった高村正彦は、2024年に出版した『冷戦後の日本外交』の中で、「軍人の奥さんが行ったって看護婦になったら誰でも助けられるのだからいいじゃないかと私は思っていました」と述べている。

また1998年2月、日本政府がヤンゴン国際空港改修工事のために25億円の円借款を発表した際は、再び「ビルマからの手紙」で、以下のように批判した。
このように日本を含む外国投資・ODAはSLORC/SPDCを支援するものと頑なに批判していたスーチーだが、2012年6月、24年ぶりに出国した際、機上から見たバンコクの夜景を見て、ミャンマーとタイの経済格差を痛感し、考えを改めたとされる。

## 文化

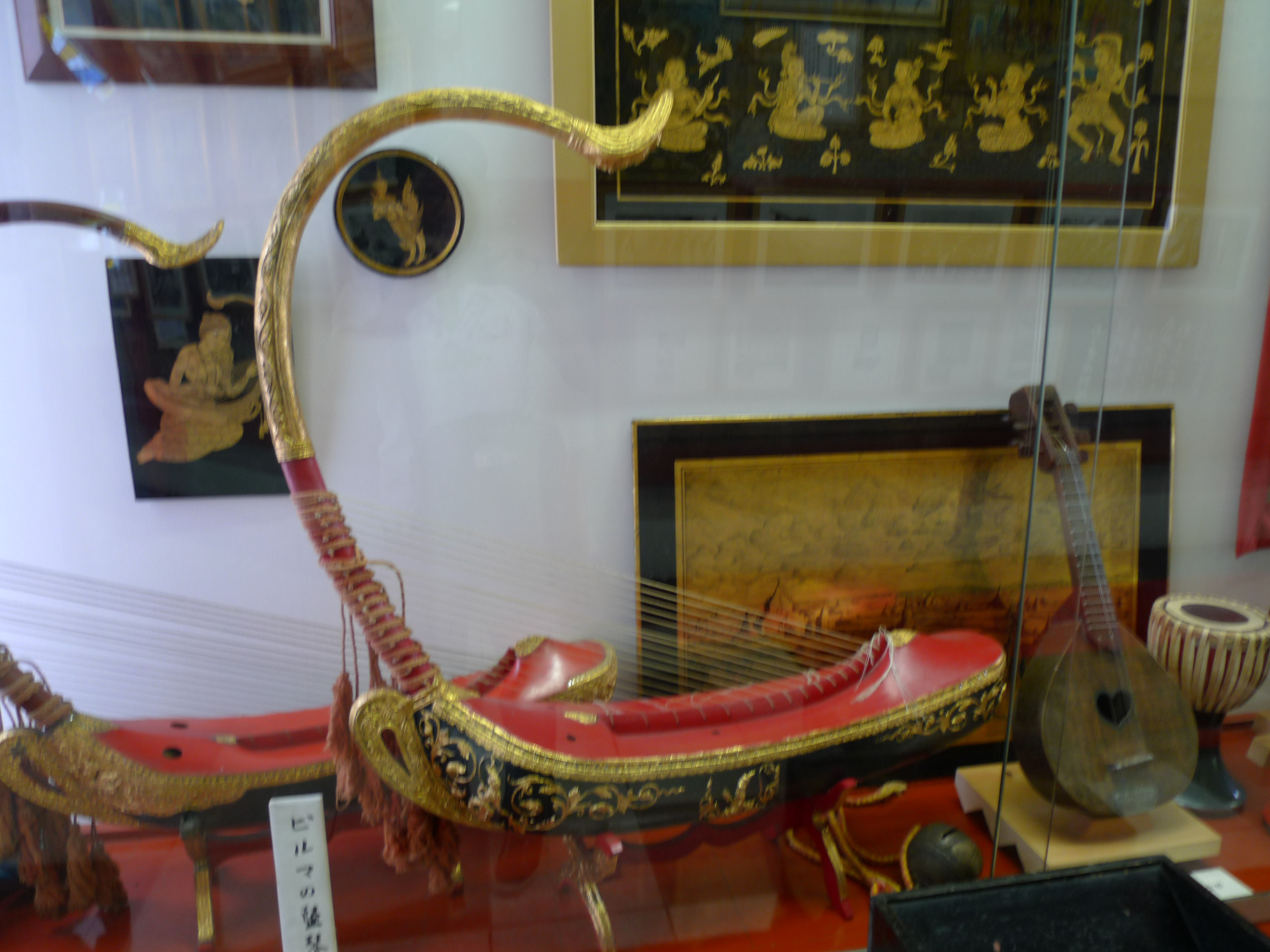
ビルマ戦没者供養塔(成福院摩尼宝塔)で展示されている竪琴

### 文学
- 『ビルマの竪琴』（1947年）- 竹山道雄著。終戦後も日本に帰らずミャンマーに留まり、僧侶となって日本兵の遺骨を集まる元日本兵を主人公にした話。のちに映画化された。
- 『カチン族の首かご』（1957年）- 妹尾隆彦著。カチン族の王になった妹尾の体験記。
- 『アーロン収容所』（1962年）- 会田雄次著。ヤンゴンのアーロン収容所でイギリス軍の捕虜となった西洋史学者の著者による手記[98]。
- 『トングー・ロード―ビルマ賠償工事の五年間』（1963年）- 伊藤博一著。バルーチャン発電所の送電線建設のための道路・トングー・ロードにエンジニアリングコンサルタントとして関わった著者による手記。
- 『血の絆』（1978年）- ジャーネージョー・ママレー著。日本軍人の父とミャンマー人の母の間に生まれた少女の物語。ミャンマーの大ベストセラー。
- 『ビルマ・アヘン王国潜入記』（1998年）- 高野秀行著。ワ州に外国人として初めて長期滞在した著者による手記。貴重なルポとして評価が高く、著者のあとがきによれば、SLORC/SPDCの第1書記だったキンニュンも部下に英訳させて読んだのだという。
- 『西南シルクロードは密林に消える』（2003年）- 高野秀行著。最古のシルクロードと言われる、中国・成都からビルマ北部、インド・コルカタまでの道のりを踏破した著者の手記。
- 『ビルマ商人の日本訪問記』（2007年）-  1936年に日本を訪れたミャンマー人商人・ウー・フラの日本見聞記[99]。
- 『河畔に標なく』（2009年） - 船戸与一著。軍政下ミャンマーで墜落したヘリに積まれていた200万ドルをめぐるハードボイルド小説[100]。この本の取材顛末を綴ったのが高野秀行の『ミャンマーの柳生一族』（2006年）。
- 『機龍警察　白骨街道』（2021年） - 月村了衛著。ミャンマーで逮捕された国際指名手配犯の身柄を引き取るために、現地入りした警視庁特捜部突入班の3人がおりなす大河警察小説[101]。

### 映画
- 『にっぽんむすめ』（1935年）- 日緬合作映画。無着陸飛行の訓練のために来日したミャンマー人飛行士とその弟が主人公。当時、ミャンマーでは大ヒットした。1992年に行方不明になっていたフィルムが発見され、日本とミャンマーで上映会が催された[102][103]。
- 『ビルマの竪琴』（1956年）- 市川崑監督。竹山道雄原作の小説を映画化。1985年に同じ市川崑監督で再映画化されている。
- 『THWAY 血の絆』（2003年） - 日緬合作映画。千野晧司監督。ジャーネージョー・ママレーのベストセラー小説『血の絆』の映画化[104]。
- 『異国に生きる 日本の中のビルマ人』（2012年）- 土井敏邦監督。日本で民主活動を展開していた在日ミャンマー人・チョウチョウソウの姿を追ったドキュメンタリー映画[105]。
- 『Beauty of Tradition -ミャンマー民族音楽への旅-』（2015年）川端潤監督。ミャンマーの伝統音楽の録音と楽器製作の様子を撮った記録映画[106]。
- 『僕の帰る場所』（2017年）- 日緬合作映画。 藤元明緒監督。日本とミャンマーを舞台に、ある在日ミャンマー人家族に起こった実話をベースに描いたドラマ[107]。
- 『My Country, My Home』（2018年）- 日緬合作映画。チーピューシン監督。森崎ウィンが出演している[108]。
- 『マンダレー スター ミャンマー民族音楽への旅』（2018年）川端潤監督。前作の続編[109]。
- 『迷子になった拳』（2020年）- 今田哲史監督。ミャンマーの伝統格闘技ラウェイに挑む選手や大会関係者たちを追ったドキュメンタリー[110]。
- 『白骨街道 ACT1』（2020年）- 藤元明緒監督。チン州で日本兵の遺骨を発掘するゾミ族の姿を捉えた短編ドキュメンタリー[111]。
- 『ラウェイを探して』（2025年） - 川端潤監督。ラウェイのドキュメンタリー映画[112]。

### 音楽
- 『ロングインタビュー』（1998年） -井上陽水のアルバムに『九段』収録されたスーチーをモチーフにした曲。歌詞に「ビルマのハープバラードのコードオイルカンパニー」というフレーズがある。

### ゲーム
- 『With You 〜みつめていたい〜』- 恋愛アドベンチャーゲーム。ミャンマーからの転校生がヒロイン。

### スポーツ
- チョウディン - 戦前、日本サッカーの発展に貢献し、日本サッカー殿堂入りもしている。
- 尾崎隆 - 1996年、ミャンマーの最高峰カカボラジ山（5,881m）に初登頂[113]。
- 岩崎亨 - 元国連職員。2000年からミャンマーで野球の指導を始め、野球ミャンマー代表監督に就任。『ミャンマー裸足の球児たち 元国連職員が蒔いた一粒の種』（2010年）を著す[114][115]。
- ゾーゾーウー - 野球選手。2013年～2018年まで四国アイランドリーグplusでプレーした。
- 浮氣哲郎 - 大宮アルディージャなどで活躍した元サッカー選手。女子サッカー・ミャンマー代表監督。2025年国際女性チャンピオンシップ（英語版）で優勝[116]。
- 黒崎久志 -  元鹿島アントラーズ、元サッカー日本代表。2025年2月、U-22サッカーミャンマー代表監督[117]。
- 田代久美子 - 元女子サッカー選手。2025年7月、U-17女子サッカー・ミャンマー代表監督に就任[118]。
- 渡慶次幸平 -  ミャンマーの伝統格闘技・ラウェイの選手。
- 金子大輝 - ラウェイの選手[119]。
- 東修平 - ラウェイの選手。
- 中村祥之 - ・ラウェイのプロモーター。

### ボランティア
- 安倍昭恵 - 2006年からミャンマーで寺子屋支援活動をしている[120]。
- 吉岡秀人 - 医師。1995年頃からミャンマーで医療支援活動をしている[121]。
- 名知仁子 - 2004年頃からミャンマーで医療支援活動をしている[122]。

## 外交使節

### 駐日ミャンマー大使
- テイン・マウン（ビルマ語版、英語版）（1943～1945年）
- ウ・トン・シェン
- ウー・タン・シエン[123]
- ウ・チ・コー・コー
- ウ・バ・ツウィン（～1989年[124]）
- ミャー・テイン[125]（1989～1991年、信任状捧呈は9月22日[126]）
- ？？？？（1991～1994年、信任状捧呈は7月26日[127]）
- ソー・ウィン（1994～1998年[128]、信任状捧呈は12月26日[129]）
- キン・マウン・ティン（1999年、信任状捧呈は4月22日[130][131]）
- アウン・ナイン（1999～2003年、信任状捧呈は12月24日[131]）
- ソウ・フラ・ミン（2003～2005年、信任状捧呈は2004年1月16日[132]）
- フラ・ミン（2005～2010年[133]、信任状捧呈は10月7日[134]）
- （臨時代理大使）エル・ナン・サン（2010～2011年）
- キン・マウン・ティン（2011～2015年、信任状捧呈は6月10日[135]）
- （臨時代理大使）ウィン・アウン（2015年）
- トゥレイン・タン・ズィン（2015～2019年、信任状捧呈は10月21日[136]）
- ミン・トゥ（2019～2020年、信任状捧呈は12月12日[137]）
- （臨時代理大使）サンダー・ティン（2020年）
- ソー・ハン（2020年～、信任状捧呈は12月17日[138]）

### 国民統一政府（NUG）駐日代表
1. ソー・バ・フラ・テイン（2022年～）[139][140][141]

## 年表
出典
1630年：ポルトガル人宣教師・セバスチャン・マンリーケが、アラカン王国の王都・ムロハウンで、キリスト教徒の日本人武士団と邂逅する。同時期、山田長政の残党がシャン州のチャイントンに逃れてきたという伝説がある。
1911年：三井物産が出張所を開設。
1918年：横浜正金銀行、日本綿花がヤンゴン支店を開設。
1920年：華南銀行がヤンゴン支店を開設。
1921年：ヤンゴン領事館開設（前年にコルカタ領事館の分館として開設されていた）。
1921年：「ビルマ娼館および人身売買禁止法」成立・施行。
1941年2月1日：南機関発足。
1941年12月28日：ビルマ独立義勇軍（BIA）結成。
1942年3月8日：日本軍がヤンゴンの占領。
1942年6月28日：ミャンマー側で泰緬鉄道工事着工。1943年10月完成。
1943年3月：ミンガラドンに士官学校（OTS、Bo Thindan Kyaung）設立。
1943年8月1日、ビルマ国成立。同日、ミャンマー人の南方特別留学生第1期生17人が来日。
1945年3月27日：反ファシスト人民自由連盟（AFPFL）が抗日蜂起を決行。
1948年1月4日：ビルマ連邦独立。
1948年10月：『ビルマの竪琴』出版。
1951年11月：ヤンゴンに在外事務所開設。
1952年4月：ミャンマー政府が対日戦争状態終結を宣言。
1952年8月：ヤンゴンに総領事館を開設。
1953年5月：ミャンマー政府が東京に総領事館を開設。
1954年11月：ヤンゴンで日緬平和条約、日緬賠償・経済協力協定に調印（翌年批准）
1954年12月：両国の総領事館がそれぞれ大使館に昇格。
1955年4月：日本とビルマのあいだで正式の外交関係が再開。
1956年：『ビルマの竪琴』最初の映画化。一部、ミャンマーロケを敢行。
1962年3月2日：ネ・ウィンがクーデターを起こしてビルマ連邦革命評議会が権力を握る。
1970年：大阪で開催された日本万国博覧会をネ・ウィンは訪れたのを機に日本・ビルマ文化協会（現・日本・ミャンマー友好協会）が設立される。1974年には二代目会長にインパール作戦に従軍したこともあるワコール会長・塚本幸一が就任。
1974年11月：田中角栄首相とネ・ウィン大統領の会談を経て1975年から遺骨収集事業が再開。
1976年1月23日：カチン州を訪れた日本の遺骨収集団をカチン独立軍（KIA）が銃撃し、国軍の護衛兵7人、日本人2人、通訳1人が負傷。
1978年3月25日：国営ビルマ航空の国内便が、ヤンゴン空港を離陸後、16キロメートル離れた水田に墜落し、炎上した。この事故で乗客・乗員44人が全員死亡。そのうち6人はミャンマー政府の依頼で橋梁技師養成施設設置の調査のために国際協力事業団（JICA）から派遣された日本人技術者であった。
1981年1月4日：鈴木敬司の未亡人、高橋八郎、杉井満、川島威伸、泉谷達郎、赤井（旧姓鈴木）八郎、水谷伊那雄の南機関関係者7人にアウンサン勲章が授与される。
1981年4月15日：ネ・ウィン大統領が来日。佐藤栄作首相と会談し、昭和天皇に謁見。
1985年：『ビルマの竪琴』2度目の映画化。ただしロケ地はタイ。
1988年9月13日：日本政府、対ミャンマーODA凍結を発表。
1988年9月18日：国軍がクーデターを起こして、国家法秩序回復評議会（SLORC）成立。
1989年：今泉記念ビルマ奨学会設立。ミャンマー留学生1人につき、返済不要の奨学金を月々4万円、2年間支給。
1990年5月27日：総選挙でNLDが圧勝するも、SLORCが結果を反故。
1991年10月14日、自宅軟禁下のアウンサンスーチーがノーベル平和賞を受賞。
1994年6月15日 - 18日：丸紅会長・春名和雄を団長とする経団連特別代表団50人が訪緬。タンシュエ、キンニュン、デビッド・O・アベルなどSLORCおよび政府高官と会談。祝宴の席では、8888民主化運動の際に国軍の密告者として、反体制派によって首を切断された人々のビデオを観せられ、春名は衝撃を受けたのだという。この訪緬が功を奏し、年末から1995年初頭にかけて東京三菱銀行、富士銀行、東海銀行、住友銀行、三和銀行がヤンゴン支店を再開。
1995年10月：日本政府が、ヤンゴン看護学校の改修工事に16億円の支援を発表。
1995年7月10日：アウンサンスーチー釈放。
1996年5月24日：全日空が日本政府に対し、関空・ヤンゴン間の直行便の開設を要請し、7月に運航開始。2000年初頭に一旦運休。
1998年2月28日：日本政府がヤンゴン国際空港近代化事業のために25億円の円借款を発表。
1998年：ミャンマー建設省住宅局と三井物産の共同開発により、ミンガラドン工業団地が開設。
1999年11月28日：小渕恵三首相が、マニラで開催されたASEAN非公式首脳会議で、タンシュエSPDC議長と会談。日本の首相がミャンマーのトップと会談したのは15年ぶり。この後、非公式に訪緬した橋本龍太郎元首相は、アメリカとEUの制裁政策を批判し、「ミャンマー首脳部を追い詰め、ますます強硬な態度を強めている」と主張した。
2000年9月21日：アウンサンスーチー、二度、自宅軟禁下に置かれる。
2001年4月：日本政府がバルーチャン水力発電所の改修工事に35億円の支援を発表。
2002年5月6日：アウンサンスーチー、解放。
2003年5月30日：モンユワ近郊のディーペン村で、遊説中のアウンサンスーチーが乗った車が数千人の暴徒に襲撃され、多数の死傷者。事件後、スーチーは三度、自宅軟禁下に置かれた。
2004年7月：日本政府がミャンマー中部の植林事業に34億円の支援を発表。
2007年9月27日：フリージャーナリストの長井健司が、サフラン革命の取材中、ヤンゴンの路上で国軍兵士に殺害される。
2010年11月7日：総選挙で国軍系の連邦団結発展党（USDP）が圧勝。テインセイン政権が成立し、民政移管が実現。
2010年11月13日：7年半ぶりにアウンサンスーチーが解放される。
2012年10月11日：日本政府、約3,000億円の対ミャンマー円借款債務を放棄。
2012年：日本ミャンマー協会設立。会長は渡邉秀央。
2012年4月：ミャンマーの大統領としては28年ぶりに、テインセイン大統領が、第4回日本・メコン地域諸国首脳会議に出席するため来日し、野田佳彦首相と会談。。
2013年2月1日：アウンサンスーチーが27年ぶりに来日。
2013年5月24日 - 26日：安倍晋三首相が訪緬。約2,000億円の円借款債務免除。
2015年5月15日：この日締結された全国停戦合意に日本財団の笹川陽平が証人として出席。
2015年9月：ティラワ経済特区が開業。
2015年11月18日：総選挙でNLDが圧勝。
2016年3月：NLD政権発足。
2016年11月1日 - 5日：アウンサンスーチーが国家顧問として来日。

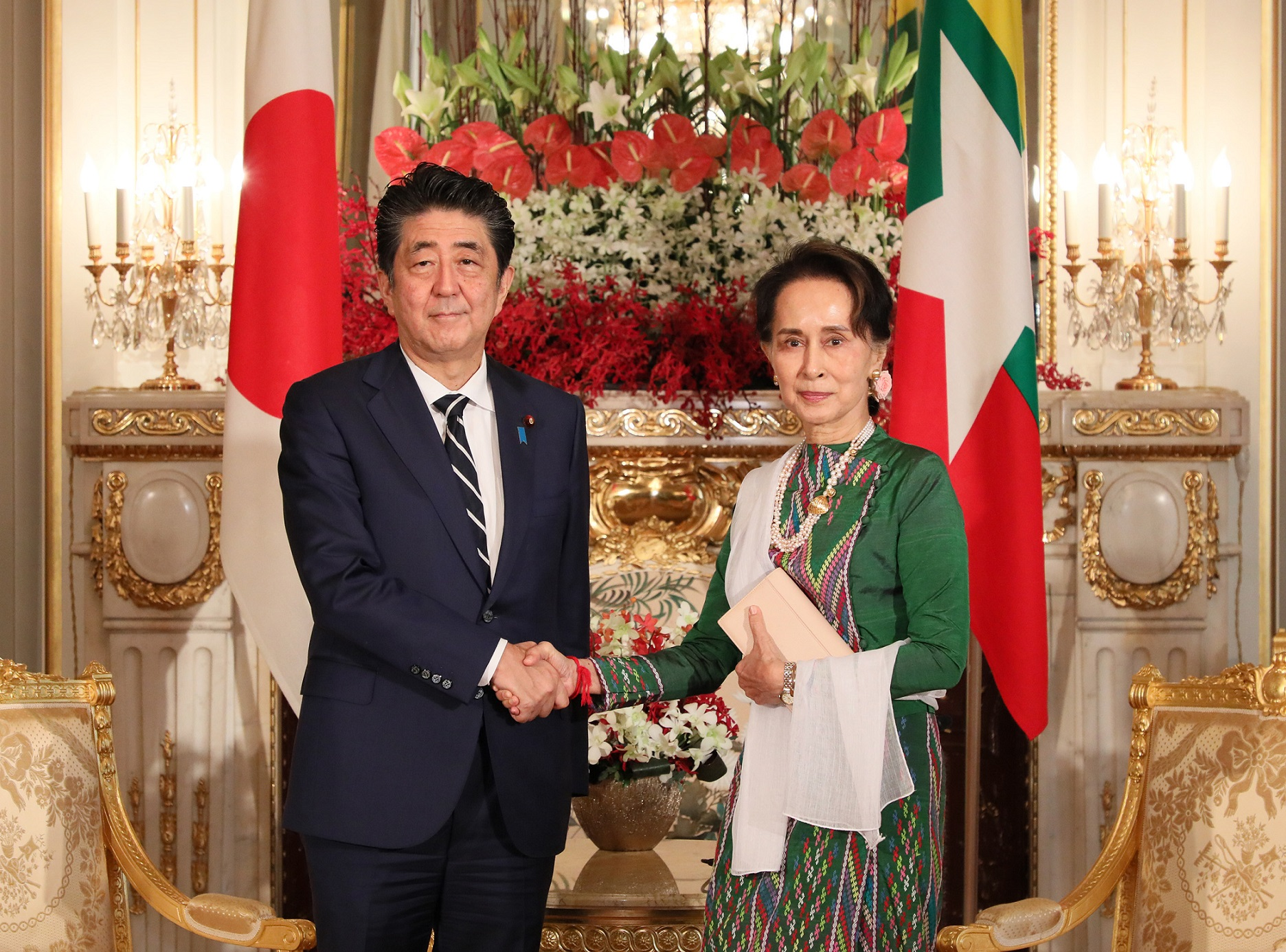
安倍晋三とアウンサンスーチーとの会談（2019年）

2019年10月21日：アウンサンスーチー、迎賓館赤坂離宮で安倍晋三首相と会談し、翌22日、即位礼正殿の儀に参列。
2020年11月8日：総選挙で再びNLD圧勝。
2021年2月1日：軍事クーデター。アウンサンスーチー、再び拘束される。日本政府は新規のODAを凍結。
2022年2月：国軍系企業と合弁で現地のビール会社ミャンマー・ブルワリー（MBL）を運営していたキリンビールが、ミャンマーから撤退。
2022年11月25日：笹川陽平の仲介により、国軍とアラカン軍（AA）が停戦合意締結。
2024年6月：日本サッカー協会（JFA）がミャンマーサッカー連盟（MFF）とパートナーシップ協定を締結。
2024年9月27日：クーデター発生時、駐ミャンマー日本大使だった丸山市郎が離任。後任の大使は置かれず、吉武将吾公使が臨時代理大使に就任。
2024年9月：福岡市動物園がミャンマーから象を受け入れ。
2025年5月：住友商事と豊田通商がティラワ経済特区から撤退。